# Joey Franco
Joe "Seven" Franco (Nueva York, 3 de diciembre de 1951) es un baterista estadounidense conocido por su trabajo con la banda Good Rats a fines de la década de 1970 y más tarde como miembro de reemplazo de Twisted Sister.

## Biografía
Joe Franco, graduado en 1969 por la Brooklyn Technical High School, se convirtió en miembro de la banda Good Rats en 1972. También produjo y tocó en la banda de rock de terror Van Helsing's Curse, que también contaba con el vocalista principal de Twisted Sister, Dee Snider, y en el álbum de Magellan Hundred Year Flood. Franco reemplazó a A.J. Pero en Twisted Sister en 1986, y permaneció en la banda durante aproximadamente un año hasta su disolución en 1987. También tocó en el grupo Widowmaker (USA-1) de Dee Snider; y con los guitarristas Vinnie Moore y Blues Saraceno, y también con el exvocalista de Kansas Steve Walsh en su álbum en solitario Shadowman.
Franco es el autor del libro Double Bass Drumming (1984; Alfred, 1993) y aparece en el vídeo adjunto (1988; Warner Bros., 2005). También ha dado conferencias y escrito artículos sobre la batería y es un productor musical involucrado en trabajos de grabación y postproducción como propietario de Beatstreet Productions en el distrito Flatiron de la ciudad de Nueva York.

## Discografía

### Con Widowmaker (USA-1)
- Blood and Bullets
- The Widowmaker
- Stand by for Pain

### Con Twisted Sister
- Love is for Suckers

### Con The Good Rats
- The Good Rats (1969)
- Tasty (1974)
- Ratcity in Blue (1975)
- From Rats to Riches (1978)